# (2659) Millis
(2659) Millis – planetoida z pasa głównego asteroid okrążająca Słońce w ciągu 5,54 lat w średniej odległości 3,13 j.a. Odkrył ją Edward Bowell 5 maja 1981 roku w stacji Anderson Mesa należącej do Lowell Observatory. Nazwa planetoidy pochodzi od Roberta L. Millisa – amerykańskiego astronoma.